# Piazzetta (Turner-kép)
A velencei Piazzetta William Turner festménye, amely az edinburgh-i Scottish National Gallery gyűjteményének része.
A kicsi (22,1 × 32,1 centiméteres), papírra festett akvarell Turner utolsó velencei látogatásán készült, 1840 augusztusában. A festő mindössze két hetet töltött a városban, de lenyűgöző mennyiségű művet készített: több mint kétszáz jegyzetlapnyi vázlatot és több mint száz akvarellt alkotott. Turner pályafutása során nem volt még egy olyan város, amely annyira megragadta a képzeletét, mint Velence.
A kép témája a Piazzetta, a velencei kormányzat történelmi központja a Biblioteca Marciana felől, amely a festmény bal oldalán látható. Turner a teret viharos időben örökítette meg: az égen villámok cikáznak, a járókelők pedig fedett helyre, az árkádok felé sietnek az eső elől. Szent Márk oszlopon álló szárnyas oroszlánjának szobra mögött, a titokzatos fényben borostyán színűen csillog a Dózsepalota. A Szent Márk-székesegyház kupolája és homlokzata kísértetiesen fehér; ezt és a másol előbukkanó fehéreket Turner úgy érte el, hogy a hüvelykujjaának erre a célra meghagyott, saskarom szerű körmével lekapargatta a papír felszínét.
A festmény Henry Vaughan hagyatékából került a skóciai szépművészeti múzeum gyűjteményébe 1900-ban. Vaughan nagy vagyont örökölt, amelynek révén komoly műgyűjteményt hozott létre, amelyet a 18. és 19. századi brit festmények domináltak. Műkincsei jelentős részét brit múzeumoknak ajándékozta vagy rájuk hagyta örökül. Sok képe volt William Turnertől is, amelyek ma több múzeumban elosztva láthatók az Egyesült Királyságban, valamint az ír nemzeti galériában.
A Piazzettát ábrázoló drámai akvarell egyike annak a hat velencei Turner-képnek, amelyet Vaughan a skót nemzeti szépművészeti múzeumra hagyott 32 másik, vízfestékkel készült Turner-képpel együtt. Ezekből 1900 óta minden januárban kiállítást rendez a múzeum. Az éves tárlat Vaughan végrendelete szerint zajlik. Az örökhagyó, tudva, hogy az akvarelleket nem szabad erős napfénynek kitenni, úgy rendelkezett, hogy csak januárban lehet bemutatni őket, amikor a napfény a leggyengébb és a legkevésbé káros a képekre.